# ميلدريد ميلر
ميلدريد ميلر (بالإنجليزية: Mildred Miller)‏ هي موسيقية ومغنية أوبرا ومغنية أمريكية، ولدت في 16 ديسمبر 1924 في كليفلاند في الولايات المتحدة.

## وصلات خارجية
- ميلدريد ميلر على موقع IMDb (الإنجليزية)
- ميلدريد ميلر على موقع ميوزك برينز (الإنجليزية)
- ميلدريد ميلر على موقع أول ميوزيك (الإنجليزية)
- ميلدريد ميلر على موقع ديسكوغز (الإنجليزية)